# Gert Edstrand
Gert Christian Edstrand (født 19. juni 1929 i København) er en dansk arkitekt, der har stået bag en række kendte danske bygningsværker i kompagniskab med Eva og Nils Koppel samt Poul Erik Thyrring (også kaldet KKET, senere KKE).
Han er student fra Aurehøj Gymnasium 1948 og tog afgang som arkitekt fra Kunstakademiets Arkitektskole i 1953. Samarbejdet blev indledt, da Edstrand sammen med Nils-Ole Lund og Ove Kildetoft vandt 1. præmie i konkurrencen om Egegård Skole i Gladsaxe, der blev opført i samarbejde med parret Koppel. Arkitekternes nye forestillinger om skolegang og pædagogik førte i 1950'erne til en række eksperimenterende skolebyggerier, der resulterede i bygningsanlæg af høj kvalitet.
Han var medarbejder på Eva og Nils Koppels tegnestue 1953-59, havde dernæst egen tegnestue sammen med Poul Erik Thyrring fra 1959 og gik i kompagniskab med Eva og Nils Koppel samt Poul Erik Thyrring i KKET fra 1968 til 1986, hvorefter han har drevet egen tegnestue KKE Gert Edstrand A/S.
Partnerskabet i KKET førte til, at Edstrand blev ansvarlig sagsarkitekt på det mangeårige byggeri af Panum Instituttet og Københavns Universitet Amager ("KUA") (begge tegnet sammen med arkitekterne Eva og Nils Koppel samt Poul Erik Thyrring) samt flere andre byggerier, såsom: ToldSkat Museum/Energistyrelsen i Amaliegade (tegnet sammen med Eva og Nils Koppel) samt Zoologisk Museum i København (tegnet sammen med Eva og Nils Koppel samt Christian Hansen).
Edstrand har også været lærer ved Kunstakademiets Arkitektskole (Viggo Møller-Jensens afdeling) 1958-68, medlem af rådsbestyrelsen i Praktiserende Arkitekters Råd, PAR, 1968-75, formand for samme 1984-86, medlem af Danske Arkitekters Landsforbunds retsudvalg fra 1988 og medlem af Københavns Kulturfonds bedømmelsesudvalg 1979-86. 

## Værker
I samarbejde med Poul Erik Thyrring:
- Kollegiegården, Tagensvej 52A-B/Fogedmarken 6-14, København (1959-61)
- Eget hus, Malerbakken, Øverød (1960)
- Villa, Mosehøjvej, Charlottenlund (1963)
- Birkerød Idrætspark, Birkerød (1967, 1. præmie 1960)
- Jydsk Grundejer-Kreditforening, Viborgvej, Herning (1967, 1. præmie 1962, sammen med Iver og Willy Brockstedt-Christensen)
- Varehuse for Schou-Epa i Horsens og Herning

I samarbejde med Eva og Nils Koppel og Poul Erik Thyrring:
- Se Eva og Nils Koppel.

### Konkurrencer
I samarbejde med Poul Erik Thyrring:
- Egegaardsskolen i Gladsaxe (1. præmie 1955 sammen med Eva og Nils Koppel, Nils-Ole Lund og Ole Kildetoft)
- Højskole ved Helsingør (3. præmie 1959)
- Bebyggelse ved Hørsholm (3. præmie 1960)
- Kirke ved Sønderbro i Horsens (2. præmie 1961)
- Kommuneskole, seminar og kollegium i Holbæk (2. præmie 1961)
- Administrationsbygning for Haustrups Fabrikker, Odense (2. præmie 1963)
- Rådhus i Odder (1. præmie 1964)
- Kirkegård i Herning (2. præmie 1964)
- Hal i Ikast (2.pr. 1966)

### Skriftlige arbejder
alle i Arkitekten
- "Hvad er et kulturcenter?", 1952, s. 287.
- "Nordisk Kunsthøjskole – utopi eller realitet?", 1956, s 327 ff.
- "Et bomærke", 1981, s. 417.
- "Københavns Idrætspark", 1990, s. 252.